# Гюнцбург
 Тази статия е за града в Германия.  За окръга вижте Гюнцбург (окръг).  
Гюнцбург (на немски: Günzburg) е окръжен град в Швабия, Бавария, с 20 038 жители (2015).
Намира се на устието на реките Гюнц и Нау в Дунав.